# Csík Gusztáv
Csík Gusztáv (külföldön: Gusztav Csik) (Eger, 1943. február 6. –) eMeRTon- és Liszt Ferenc-díjas dzsesszzongorista.

## Élete
Csík gyermekkorában zongorázni tanult – bár otthon nem volt hangszerük, egy barátjánál ketten gyakoroltak együtt az 1950-es években. Tíz évesen egy alkalommal már az egri Park Hotelben – Kovács Kati pályakezdésének helyszínén – játszott zenekarral, 16 évesen pedig nyári diákmunkaként ugyanott rendszeresen fellépett. A hatvanas évek első felében Oscar Peterson, Ella Fitzgerald, Charlie Parker zenéjével ismerkedett, s ekkoriban lett elkötelezettje a dzsessznek és a bebop stílusnak.
Előbb az egri Dobó István Gimnáziumban tanult, majd 1962-ben végezte el a miskolci konzervatóriumot (a másutt közölt zeneakadémiai végzettség téves), előbb Miskolcon Szirmai Kálmánnal és együttesével játszott, majd Kertész Kornél segítségével került a Dália Jazz Klubba 1963-ban, és a klub révén lett ismert olyannyira, hogy külföldön – először szocialista Csehszlovákiában – is zenélhetett (Ákos Stefi Szextett). Pege Aladár hívta együttesébe, s vele jutott el 1964-ben először Nyugat-Európába is a frankfurti dzsesszfesztiválra. 1964-ben ismét Németországban játszott Pegével, Lakatos Ablakos Dezső szaxofonossal és Kőszegi Imre dobossal, egy hamburgi bárban pedig megismerkedett Herb Gellerrel. Az ő révén került sor az első rádiófelvételére is a hamburgi rádióban.
1973-ban már tanított az Országos Szórakoztatózenei Központban, mellette számos zenésszel játszott együtt. Állandó formációja a Fogarasi Jánossal és Jávory Vilmossal közösen alkotott Csík Gusztáv Trio lett. 1977-től évekig játszott Tony Scott klarinétossal, s szintén 1977-ben jelent meg első nagylemeze, a Csík Gusztáv Quartet formációval.
1980-ban felhagyott a tanítással, találkozott James B. Woode-dal, Duke Ellington bőgősével, és számos ismert amerikai dzsesszzenésszel játszhatott együtt. Az évtized elején újabb lemeze jelent meg, valamint Svájcban több élőfelvétel is készült. Gyakran hívták a Magyar Rádió Hétvégi Jazz Koncertek műsorába, emellett triójával és más zenészekkel országszerte koncerteket adott. Több ismert külföldi zenészt tudott Magyarországra hozni az 1990-es években: Bobby Durham, Reggie Johnson, Alvin Queen, Wayne Dockery és Douglas Sides is Csík meghívására látogatott ide.
30 éven keresztül, 2010-ig játszott színvonalas svájci szállodákban (Jungfrau, Interlaken, Gstaad, Zürich) ismert dzsesszzenészekkel, 2003-tól az Amerikai Egyesült Államok dzsesszéletébe is bekapcsolódott: zenei igazgatója volt több amerikai projektnek, miközben olyan énekeseknek lehetett a kísérőzenésze, mint Linda Hopkins, Peggi Blu, Joan Faulkner.
1964-ben nősült, lánya 1965-ben született.

## Díjai
- Az év szólistája 1970, 1992[3]
- Szabó Gábor-díj 2005
- Louis Armstrong emlékdíj[4]
- Liszt Ferenc-díj 2016[5]
- Magyar Érdemrend lovagkeresztje polgári tagozat[6]

## Diszkográfia[1]
- 1964: Modern jazz IV-V. – Anthology 64 (Qualiton LPX 7279-80) közreműködő
- 1970: Csík-Buri-Kőszegi Trio felvétel
- 1977: Jazz Jamboree 77 Vol. 1 – a Csík Gusztáv Quartet első nagylemez: Berkes Balázs, bőgős, Fogarasi János zongora, Jávory Vilmos dob, 2 eredeti dal: Doll Serenade, Rhythmic Changes (Polskie Nagrania Muza SX 1550)[7]
- 1981-82 3 nagylemez felvétel Eddie "Lockjaw" Davis szaxofonossal, Isla Echinger bőgőssel, Oliver Jackson dobossal, Executive producer: Arnold Burri, Widder Bar Zürich
- 1981 vendégszereplő Niels Henning Pedersen mellett (Oscar Peterson bőgőse volt éveken keresztül) a Székesfehérvári Jazz Fesztiválon
- 1982 Csík Gusztáv Trio, Jimmy Woode bőgőssel, Ed Thigpen dobossal, Executive producer: Annetta Zehnder
- TV & Rádio Zürich – Csík Gusztáv Trió Joel Reiff bőgőssel és Vurt Treier dobossal
- 1991 november 30., december 1.: Saxo Drum CD felvétel Csík Gusztáv zongora, Jimmy Woode bőgő, Peter Schmidlin dob, producer: Victor Burghardt
- 1992 december–1993 január: Power Play Stúdió Joe Huss dob, Csík Gusztáv, zongora, James B. Woode bőgő, Sandy Patton ének, executive producer: Joe Huss
- 1993 CD felvétel a Palace Hotelnek (Svájc, Gstaad), Csík Gusztáv zongora, Jimmy Woode bőgő, Alvin Queen dob, Annetta Zehnder ének
- 1998 Csík Gusztáv Trió – My point of view Reggie Johnson bőgő, Alvin Queen dob, mely 2 eredeti dalt is tartalmaz: Isabella, és a We are Here, Executive producer: Bob Lalemant
- 1999 Budapest Rádió felvétel Fazioli, Csík Gusztáv, és számos híres magyar zongorista
- 2000: CD felvétel a Hotel Victoria részére (Jungfrau, Svájc) Csík Gusztáv Trió Reggie Johnson bőgő, Lakatos Géza dob, Annetta Zehnder ének
- 2000: Kovács Andor, Kovács Gyula: Jazz history 3. – Gitár-dob párbaj (Hungaroton HCD 71010), közreműködő[7]
- 2001: Love songs from the heart Duo CD lemez felvétele, Csík Gusztáv zongora, Joan Faulkner ének, 2 eredeti dallal: Enjoying every moment with you, The Time is Now
- 2001: Kőrössy János, Lakatos Ablakos Dezső: Éjfél már (Hungaroton HCD 71044), közreműködő[7]
- 2004 Lamantin Fesztivál Szombathely – Csík Gusztáv Trió, Jimmy Wood bőgő, Bobby Durham dob
- 2006 The Journey called life – Csík Gusztáv Trió, Reggie Johnson bőgő, Bobby Durham dob, Joan Faulkner ének – 3 eredeti dallal: Most wanted ladies of the blues (which was recorded first on 3 Ladies of blues CD in 2002) Move on down the line, The journey called life, Producerek: Csík Gusztáv és Joan Faulkner
- 2008 I remember Christmas time Csík Gusztáv, zongora, Joan Faulkner ének, 3 eredeti dallal: I remember christmas time, The Orphans christmas prayer, és a Sing and rejoice, Producerek: Csík Gusztáv és Joan Faulkner